# Charlotta Säfvenberg
Charlotta Säfvenberg (* 7. Oktober 1994 in Kungsbacka) ist eine schwedische Skirennläuferin. Sie fährt in allen Disziplinen, wobei ihre Stärken im Slalom und Riesenslalom liegen.

## Biografie
Säfvenberg stammt aus Umeå im Västerbottens län. Ihr erstes FIS-Rennen bestritt sie am 20. November 2010 in Tärnaby. Nur einen Tag später gelang ihr dort sogleich der erste Sieg auf dieser Stufe. In ihrer ersten Saison gelangen ihr noch zwei weitere Siege in FIS-Rennen. Im Dezember 2010 folgte die ersten Einsätzr im Europacup, zunächst ohne nennenswerten Erfolg. Beim European Youth Olympic Festival 2011 in Liberec gewann sie die Slalom-Goldmedaille. Auch in der Europacupsaison 2011/12 erzielte sie keine Platzierung in den Punkterängen, siegte aber wiederum in mehreren FIS-Rennen.
Eine markante Leistungssteigerung im Europacup gelang Säfvenberg in der Saison 2012/13. Nach einem siebten Platz am 25. November 2012 in Vemdalen (als sie erstmals punkten konnte), fuhr sie dort einen Tag später im Slalom auf den dritten Platz. Ihr Weltcup-Debüt hatte sie am 29. Dezember 2012 in Semmering, wo sie Platz 42 im Slalom erzielte. Am 19. Januar 2013 folgte in Schruns der erste Sieg in einem Europacup-Slalom. Bei den Juniorenweltmeisterschaften 2013 in Québec siegte sie im Teamwettbewerb. Mit einem zweiten Platz am 8. März 2013 in Lenggries sicherte sie sich den zweiten Platz in der Slalom-Disziplinenwertung des Europacups. Die ersten Weltcuppunkte gewann Säfvenberg am 16. November 2013 als 14. des Slaloms von Levi. Bei den Juniorenweltmeisterschaften 2014 gewann sie die Silbermedaille im Slalom. Ihr bisher bestes Weltcupergebnis ist der 10. Platz im Slalom von Flachau am 13. Januar 2015.

## Erfolge

### Olympische Spiele
- Peking 2022: 24. Slalom

### Weltmeisterschaften
- Åre 2019: 5. Mannschaftswettbewerb, 14. Slalom

### Weltcup
- 2 Platzierungen unter den besten zehn

### Weltcupwertungen
| Saison  | Gesamt | Gesamt | Slalom | Slalom |
| Saison  | Platz  | Punkte | Platz  | Punkte |
| ------- | ------ | ------ | ------ | ------ |
| 2013/14 | 79.    | 44     | 27.    | 44     |
| 2014/15 | 66.    | 71     | 23.    | 71     |
| 2017/18 | 110.   | 15     | 45.    | 15     |
| 2018/19 | 67.    | 72     | 25.    | 72     |
| 2020/21 | 99.    | 18     | 41.    | 18     |
| 2021/22 | 78.    | 55     | 29.    | 55     |

### Europacup
- Saison 2012/13: 2. Slalomwertung
- Saison 2017/18: 4. Slalomwertung
- Saison 2018/19: 5. Slalomwertung
- 9 Podestplätze, davon 4 Siege:

| Datum            | Ort         | Land        | Disziplin |
| ---------------- | ----------- | ----------- | --------- |
| 19. Januar 2013  | Schruns     | Österreich  | Slalom    |
| 5. Februar 2015  | Innichen    | Italien     | Slalom    |
| 17. Februar 2018 | Bad Wiessee | Deutschland | Slalom    |
| 18. Februar 2018 | Bad Wiessee | Deutschland | Slalom    |

### Juniorenweltmeisterschaften
- Roccaraso 2012: 49. Riesenslalom
- Québec 2013: 1. Teamwettbewerb
- Jasná 2014: 2. Slalom
- Hafjell 2015: 14. Riesenslalom

### Weitere Erfolge
- 25 Siege in FIS-Rennen
- European Youth Olympic Festival 2011: 1. Slalom, 9. Riesenslalom